# Петринка Олександр Ярославович
Олександр Ярославович Петринка — старший солдат підрозділу Збройних Сил України, учасник російсько-української війни, який загинув у ході російського вторгнення в Україну в 2022 році.

## Життєпис
Народився в с. Мар'янське Апостолівського району (з 2020 року — Зеленодольської міської громади Криворізького району) Дніпропетровської області. 
З початком російського вторгнення в Україну проходив військову службу у складі підрозділу Збройних Сил України. 
Загинув, захищаючи свою землю, в останні дні березня 2022 року в запеклому бою поблизу смт Новотошківського Попаснянського району Луганської області. Похований 12 квітня 2022 року в рідному селі Мар'янське на Дніпропетровщині.

## Нагороди
- орден «За мужність» III ступеня (2022, посмертно) — за особисту мужність і самовіддані дії, виявлені у захисті державного суверенітету та територіальної цілісності України, вірність військовій присязі[3].